# Katzenstein (Affalter)
Der Katzenstein ist ein 627,4 m ü. NHN hoher Berg in Form eines langgestreckten Rückens im Erzgebirge, etwa acht Kilometer nordöstlich von der Stadt Aue gelegen. Der Katzenstein bildet den höchsten Punkt der erzgebirgischen Nordrandstufe und stellt gleichzeitig die höchste Erhebung auf dem Flurgebiet der Stadt Lößnitz dar.

## Lage und Umgebung
In unmittelbarer Umgebung des Katzensteins befinden sich auf dem Gebiet der Stadt Lößnitz in östlicher Richtung der Ortsteil Streitwald, südlich der Ortsteil Affalter, südwestlich Grüna und nördlich – auf dem Stadtgebiet Stollberg liegend – der Stadtteil Gablenz. Am Nordwesthang befindet sich eine kleine Siedlung, welche nach einer ehemaligen Chausseegeldeinnahmestelle und späteren Gaststätte Waldschenke benannt wurde.
Auf dem Gipfel befindet sich ein trigonometrischer Bodenpunkt, ein in 500 Metern Entfernung stehender Mobilfunkmast der Deutschen Telekom mit sechs Antennen, und ein Vermessungspunkt der Königlich-Sächsischen Triangulation („Nagelsche Säule“) von 1864, dessen Jahresangabe – 1804 – falsch aufgemalt ist.
Verwaltungstechnisch gehört der Katzenstein zum oberen Teil Affalters und seit der Eingemeindung 1999 zum Stadtgebiet von Lößnitz. Südöstlich – schon im benachbarten Zwönitz gelegen – befindet sich der Windberg, mit 627,5 Metern die knapp höchste Erhebung auf der Zwönitzer Hochfläche.

## Geographie
Der Katzenstein ist Teil der erzgebirgischen Nordrandstufe, deren reichlich 100 Meter gegenüber der Umgebung herausragende Stirn entlang des Eisenweges Richtung Galgenholz über die Tabakstanne (bei Thalheim) bis nach Burkhardtsdorf nordostwärts verläuft und dabei allmählich auf 530 Meter abfällt. Die Nordrandstufe wurde von ihren Quellbächen erosiv zerschnitten und ist etwa zu 50 % bewaldet. Westwärts haben Zwickauer Mulde und Lößnitzbach die Randstufe erosiv aufgelöst und sich tief in das Gebirge eingegraben. Ihre Fortsetzung findet sich erst westlich des Muldentals bei Langenweißbach. Auch im Nordosten hinter dem Harthauer Berg wurde die Randstufe erosiv durch die Zwönitz aufgelöst, ihre Fortsetzung findet sich jenseits der Zwönitz mit der Dittersdorfer Höhe bei Amtsberg.
Der Katzenstein zählt außerdem zum nördlichen Teil der Zwönitzer Hochfläche, die sich im Süden bis nach Kühnhaide erstreckt. Sie besteht hauptsächlich nur aus schwach bis mäßig geböschten Hangmulden und Muldentälchen, die überwiegend zur Chemnitz hin entwässern. Der nächsthöhere Berg ist der 2,6 Kilometer entfernte und ebenfalls zur Zwönitzer Hochfläche gehörende Windberg, welcher nur durch das obere Lößnitztal vom Katzenstein getrennt wird.
Die merklich über die westliche und nördliche Umgebung aufragende Hochfläche ist kräftigen Winden ausgesetzt. Die exponierte Lage des Katzensteins ruft bei Nordwestwetterlagen klimatische Luveffekte hervor.

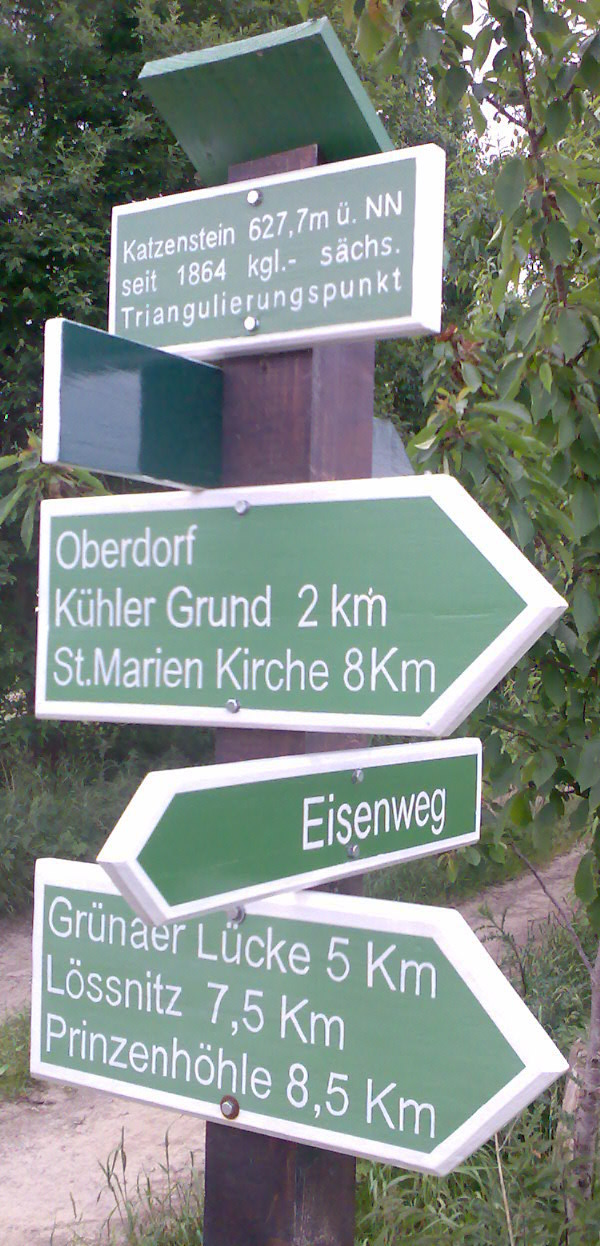
Wegweiser auf dem Katzenstein mit ungenauer Höhenangabe

## Geologie
Der Katzenstein besteht im Wesentlichen aus weicheren Phylliten der ordovizischen Frauenbachserie (Kohlwaldquarzit). Die ordovizischen Phyllite zeichnen sich gegenüber den sonst am Südrand der Lößnitz-Zwönitzer Mulde anstehenden normalen hellen und glimmerreichen Phylliten durch einen höheren Gehalt an Feldspat (Albit) aus, der bis zu erbsengroße Körner bildet. Deshalb spricht man auch von Albitphyllit. Leicht südlich vom Gipfel findet man widerstandsfähiges und verwitterungsbeständiges Quarzit. Weiter östlich an den Quellmulden des Oberen Halsbaches findet man silurische Alaun- und Kieselschiefer. Im leichter verwitternden Alaunschiefern findet man häufiger Graptolithen. Durchweg findet man verwitterte Gesteinsdecken tonschieferartiger Phyllite.

## Geschichte
Um Waldgebiete östlich des Katzensteins begann 1431 ein Streit des Abtes Ern Eberharde vom Kloster Grünhain mit den Schönburgern auf Hartenstein und dem Rittergut Niederzwönitz. Erst 1476 wurde eine Übereinkunft erzielt und mit Setzen eines Dreilagensteins beendet. Es wird angenommen, dass daher der Name für das angrenzende Waldgebiet stammt, ym Streitholcze.
Den Dreilagenstein, 1618 noch auf Oeders Karte und letztmals 1876 verzeichnet, gibt es heute wieder. Am 3. Juni 1995 wurde ein von der Tochter des letzten Herren von Schönberg auf Niederzwönitz, Benedikta von Schönberg Paulig, geschaffener dreiteiliger Stein mit den Wappen derer von Schönberg, Schönburg und dem Kloster Grünhain durch die Bürgermeister von Affalter, Stollberg und Zwönitz eingeweiht. Ein anderer Stein gleichen Namens befindet sich im Geyerschen Wald und wurde ebenfalls bei einer Berainung gesetzt.
Des Öfteren wurde im Streitwald meist vergeblich versucht Bergbau zu betreiben. Lediglich 1597 wurde eine Fundgrube verzeichnet, die womöglich Eisenstein für den niederaffalterer Waffenhammer gelieferte haben könnte.
1582 gelangte der hartensteinische Anteil an die Lichtensteiner Schönburger, welche einen Wildzaun mit einem Tor errichteten, in dessen Nähe, am oberen Ende von Affalter, sich 1603 ein Forsthaus befand. 1715 wurden von der Herrschaft neben dem Forsthaus Waldparzellen zum Hausbau und zur Rodung vergeben. Die daraus entstandene Siedlung nannte man 1723 Neudörffgen oder Streithäußer. Östlich dieser – heute auch Streitwald genannten – Wohnsiedlung liegt ein Moor, welches bis 1880 Torfziegel lieferte. In der Notzeit um 1948 wurden innerhalb von drei Jahren eine Million Torfziegel für die Einwohner von Affalter hergestellt.
An der Waldschenke war bis 1885 ein Straßengeld zu entrichten (z. B. 12 Pfennige für ein Pferd), weiterhin stand hier ein Meilenstein, der 1972 dem Straßenbau zum Opfer fiel.
Auf dem Katzenstein befand sich bis 1973 der Sender Katzenstein.

## Flora und Fauna
Die flach zerdellten Rücken der Zwönitzer Hochfläche werden überwiegend landwirtschaftlich genutzt. In den meist vernässten Hohlformen findet man Grünland vor, im Streitwald sogar kleine Torfbildungen. Neben dem zum Teil stauvernässten Streitwald besitzen die Fluren von Kühnhaide die geringwertigsten Böden. Das oben genannte Gestein liefert zudem noch steinreiche und gleichzeitig nährstoffarme Böden. Es bestehen jedoch gegenüber dem Lößnitzgetäle günstigere Reliefbedingungen. In den Vollformen des flachwelligen Reliefs liegen verbreitet skeletthaltige Braunerden. In den flachen Quellmulden des Oberen Halsbaches findet man wechselfrische und feuchte schluffige Staugleye vor, auch treten kleine moorige und torfige Inseln auf.
Das Forstrevier Niederzwönitz, welches zwischen Großem Stein und Großem Teich liegt, bildet mit dem Streitwald das einzig größere Waldgebiet auf der Zwönitzer Hochfläche. Diese östlich des Katzensteins liegenden Fichtenwälder erscheinen zunächst wie ein Stück unberührter Natur. Doch der Wald hat heute nichts mehr gemein mit dem Urwald zur Zeit der ersten Besiedelung, da er seitdem einer jahrhundertelangen stetigen Nutzung unterlag, insbesondere wegen des Bergbaus.
Die Entwässerung des Waldgebietes erfolgt im Osten durch den Oberen Halsbach und den Wernsbach in Richtung Zwönitz, sowie im Norden durch den Gablenzbach und den Oberen Querenbach in Richtung Würschnitz. Des Weiteren entspringen auf der Westseite des Katzensteins der Oberdorfer Bach und der Beuthenbach, ebenfalls in die Würschnitz fließend, sowie im Süden der Lößnitzbach in Richtung Zwickauer Mulde. Die Zwönitzer Hochfläche mit Katzenstein und Windberg stellt eine Wasserscheide dar.

## Aussicht
Die Aussicht umfasst weite Teile des westlichen Erzgebirges, des Erzgebirgsvorlandes bis in die Leipziger Tieflandsbucht hinein. In südlicher Richtung sind vor allem der Fichtel- (29 km), Keil- (32 km), Platten- (29 km), Auers- (26 km), Scheibenberg, der Bärenstein (25 km), der Spiegelwald (9 km), die Morgenleithe (15 km), das Oberbecken des Pumpspeicherwerkes Markersbach (18 km) und der Geyerische Fernsehturm zu sehen, im Norden die beiden Schornsteine des Braunkohlekraftwerks Lippendorf bei Böhlen (64 km). An nur einigen wenigen Tagen im Jahr ist auch eine Fernsicht zum Völkerschlachtdenkmal (77 km) in Leipzig möglich. Früher konnte man außerdem westlich vier Spitzkegelhalden (50 km) ausmachen, welche ein Relikt des Ronneburger Uranbergbaus waren, deren Einebnung seit 2007 abgeschlossen ist.

## Wege zum Katzenstein
Die Waldschenke, wie auch der Streitwald, bieten Parkmöglichkeiten und ist Ausgangspunkt für einen Aufstieg. Weiterhin bietet der Eisenweg die Möglichkeit den Katzenstein mit dem Fahrrad zu erreichen.